# Энергетическое право
Энергетическое право — это система правовых норм, регулирующих общественные отношения, складывающиеся в связи с производством, преобразованием, передачей, реализацией, использованием и сбережением различных видов энергетических ресурсов, а также с обеспечением энергетической безопасности.
Предметом правового регулирования являются общественные отношения, складывающиеся в области энергетики, являющейся одной из сфер экономики любого современного государства, а также общественные отношения, связанные с экологическими требованиями, инвестициями в энергетику, антимонопольными мерами, мерами обеспечения безопасности на энергетических объектах и мерами энергетической безопасности.
Методами правового регулирования являются императивный метод и диспозитивный метод.